# Boussy-Saint-Antoine
Boussy-Saint-Antoine é uma comuna francesa localizada a vinte e três quilômetros a sudeste de Paris, no departamento de Essonne, na região da Ilha de França.
Seus habitantes são chamados de Buxaciens ou Buxassiens.

## Geografia

### Localização
Situada na margem da Floresta de Sénart, Boussy-Saint-Antoine é atravessada pelo Rio Yerres.
Boussy-Saint-Antoine está situada a vinte e três quilômetros a sudeste de Paris-Notre-Dame, ponto zero das estradas da França, nove quilômetros a nordeste de Évry, dez quilômetros ao nordeste de Corbeil-Essonnes, vinte quilômetros a nordeste de Montlhéry, vinte e dois quilômetros a sudeste de Palaiseau, vinte e quatro quilômetros a nordeste de Arpajon, vinte e seis quilômetros a nordeste de La Ferté-Alais, trinta e dois quilômetros a nordeste de Milly-la-Forêt, quarenta quilômetros a nordeste de Étampes, quarenta e dois quilômetros a nordeste de Dourdan.

### Transporte
A cidade está ligada pela Estrada departamental 33 à Estrada nacional 6, que dá acesso ao centro de Paris, a 35 quilômetros pela estrada. Esta estrada nacional também permite se juntar à Francilienne.
A cidade é servida por uma estação de trem, na linha D do RER.

## Toponímia
Butiacum villa no século IX, Buciacum em 1224, Bouci, Boucy-Saint-Antoine.
O lugar era originalmente chamado de Buciacum em latim, que significa "lugar coberto de madeira", a vila foi então chamada de Buci depois Boussy-Saint-Antoine, a referência religiosa tendo sido apagada durante a Revolução em Boussy-sur-Yerres em 1793, depois Boussy-sous-Sénart de 1794 a 1796. O nome da cidade voltou a Boussy-Saint-Antoine em 1801 no Bulletin des lois.

## História
A presença de um menir nas margens do Yerres demonstra a ocupação pré-histórica do território pelo homem.
Com a morte de Quilderico III, o domínio real de Brunoy foi desmembrado em 750, permitindo assim a criação de Buciacum, que mais tarde se tornaria Boussy.
Filipe Augusto havia cedido aos monges de Saint Germain des Prés, uma porta de Paris, com autorização para instalar ao longo das muralhas estalagens e baias, desde que as torres, torreões e fortificações fossem mantidas. Em 1350, Simon de Buci assumiu este portão, reparou-o e deu-lhe o seu nome.
Romain Colas foi em 2008 o prefeito mais jovem de Essonne, com 28 anos.

## Geminação
- Neuenhaus (Alemanha) - (em alemão) Neuenhaus, situada a 527 quilômetros.[18]

## Cultura local e patrimônio

### Patrimônio ambiental
Boussy-Saint-Antoine foi premiada com uma flor no Concurso das cidades e aldeias floridas.
As margens do Yerres e os bosques ao sul do território foram identificados como espaços naturais sensíveis pelo Conselho Geral de Essonne.

### Patrimônio arquitetônico
- A Prefeitura
- A ferme briarde
- A ponte velha
- A casa de lavagem
- A velha fonte
- O moinho de Rochopt
- O moinho novo
- Igreja de Saint-Pierre: O edifício religioso, muitas vezes remodelado ao longo da História, possui uma abside que data do século XII. Pode se ver no interior as pias batismais em mármore preto e coberta de cobre datando de 1745.[21]
- O menir: A Pierre-Fitte: menir classificado como monumento histórico em 4 de abril de 1921.[22]